# 茂陵博物馆
茂陵博物馆，位于中华人民共和国陕西省咸阳市兴平市南位镇汉武帝茂陵东侧霍去病墓园内，以汉武帝茂陵、霍去病墓及大型石刻群等为主的西汉断代史博物馆，国家二级博物馆。该馆前身为1956年成立的茂陵文物保管所，1979年12月晋升为博物馆。该馆占地面积49.2万平方米，建筑面积16159平方米，馆藏文物4100余件，为事业单位，隶属于兴平市文化和旅游局。

## 历史
该馆是以西汉皇帝汉武帝刘彻的陵墓茂陵命名的，茂陵是西汉帝王陵中规模最大的一座，周围陪葬着汉武帝李夫人、卫青、霍光等20余座墓葬。茂陵东侧陪葬的霍去病墓则是西汉大司马骠骑将军冠军侯霍去病的墓园。茂陵在中国古代便是重要的名胜古迹，但原本壮丽豪华的地面建筑在历史长河中早已不存。清朝乾隆四十一年（1776年），陕西巡抚毕沅、兴平县知事顾声雷曾为茂陵、霍去病墓等竖碑。但总体而言，对茂陵及周边古迹的保护并不理想，被视为野丘废墟，农民耕地时常蚕食、毁坏墓园。墓前石刻也长年弃置旷野，沉陷土中，甚至被人据为私有或乱扔乱砸。
1931年，国民政府计划将西安作为陪都，并在西安城内设置“西京筹备委员会”。筹备委员会负责人张继重视古迹、文物和文化教育，因而1933至1934年间，相继在西安附近古迹遗址兴办小学，以发展农村文化教育，培养学生民族自豪感，同时借建校之机保护文物和名胜古迹。其中，在兴平县茂陵东霍去病墓北建立茂陵小学（今茂陵初级中学）。茂陵小学成立后，在学校内附设“茂陵办事处”，胡际平为主任，经管文物石刻。并于霍去病墓南面东西两侧各修建了一座瓦房，三面有墙，东西相对的一面，无薝墙，将霍墓四周上下所散置的10余件石刻，移置其内，名叫“古器房”，供中外游人观赏。此外，张继还兴修了从西安土门子到汉未央宫、咸阳周文王陵、兴平茂陵、礼泉昭陵等处的公路，以便南京国民政府每年派人到西安进行清明节扫墓祭奠。
1949年中华人民共和国成立后，当地人民政府对霍去病墓前的几间破损的石刻廊房进行整修。1956年，成立茂陵文物保管所，只有大型石刻9件，无任何馆藏文物。1961年3月，茂陵、霍去病墓被国务院公布为第一批全国重点文物保护单位。茂陵文管所占地面积3600平方米，石刻廊房20间（240平方米），门房间半，文物仅16件大型石刻，设管理人员一人看管。随后，茂陵文管所面积和建筑逐年扩大，人员也渐渐增多。通过挖掘散失文物，鼓励茂陵周围群众交献文物等方式，茂陵文管所收藏文物也逐渐增多。
1979年12月，茂陵文管所晋升为茂陵博物馆。为了防止文物流失，博物馆组织、动员周边群众，在茂陵附近建立文物保护组织，依靠群众保护文物，形成群众性文物保护网。2009年5月，中国国家文物局发布了首批国家二级博物馆名单，该馆名列其中。

## 馆藏
茂陵博物馆拥有4000多种文物，馆内陈列16件西汉时期大型石刻，分为“马踏匈奴”、“跃马”、“怪兽食羊”、“伏虎”、“蛙”等。另外还收藏了茂陵附近出土的文物，包括鎏金铜马、秦汉画像砖和文字瓦当等。截至2020年，馆藏文物4100余件，有金、银、铜、铁、玉、石、瓦当和陶器等类，其中石刻伏虎、出土文物鎏金马、玉雕铺首、四神空心砖、陶水管等多次到境外展出。
该馆的馆藏文物主要来源于茂陵周围的广大村民，纯属茂陵区域内出土。1980年10月，兴平县西吴乡齐家坡村民张鼓鼓在自家庄基里挖土时发现文物，茂陵博物馆随后清理出西汉铜鼎、铜钫、铜镜、五铢钱等15种33件文物。1981年，兴平县南位乡东陈阡村姜会杰在家挖窑洞时发现古墓址，清理出土的文物有空心砖、陶罐等43件。1981年5月，兴平县西吴乡豆马村村民高均田等在茂陵陪葬区阳信墓南平整土地时发现鎏金铜马并立即报告茂陵博物馆，后经发掘清理共出土各类文物236件。至1989年，茂陵博物馆共收集群众交献文物3100多件。

## 馆舍展览
茂陵博物馆建在霍去病墓前，是一座园林式博物馆，馆内建有仿风格的亭台楼阁。该馆占地面积121486平方米，建筑面积15805平方米。
茂陵博物馆最前面是大门，大院东西两侧有两栋陈列室，稍前进是东苑和西苑。东苑设置有宾馆、餐厅，西苑设有接待室。霍去病墓位于博物馆园内，墓前有两座角楼及一对石刻亭，两旁有四座石刻廊房，墓前中央竖立着一通石碑。墓南面两侧有曲栏可通往墓顶，墓顶建有“览胜亭”。馆内建有以冬青为篱笆的各种大小花园，穿插培育约一百多种花木。

## 参观
茂陵博物馆每年4月至10月开放游览的时间为每天8：30~18：00，11月至3月为每天8：30~17：30。需登录茂陵博物馆官网利用身份证实名制网络预约购票，门票价格为旺季（3月~11月）75元/人，淡季（12月~2月底）55元/人。游客可以在咸阳市区乘坐4路公交车到符家桥转乘11路公交车到达茂陵博物馆。